# Кравцова Катерина Едуардівна
Катерина Едуардівна Кравцова (нар. 11 жовтня 1974, Куляб, Таджикистан, СРСР) — російська художниця.

## Життепис
Катерина Кравцова народилася 1974 року у Таджикистані. В 1984 році разом з родиною переїхала до Севастополя Української РСР. У 1993 році закінчила Севастопольську художню школу. З 1993 по 1996 рік навчалася живопису в Одеському художньому училищі. Потім переїхала до російської столиці, де з 1996 по 2002 роки навчалася в Московському поліграфічному інституті.
В 2010 році стала переможницею грантового конкурсу — «Грант імені Ольги Лопухової для молодих художників», започаткований Фондом «Вікторія — Мистецтво Бути Сучасним».
Працює викладачки медіаплатформи «Дитяча площАРТка», тренерка, художниця, методист творчих проектів КПНЗ «Харківський міській комплексний центр клубів за місцем проживання».

## Виставки
- 2010 — Московська міжнародна бієнале молодого сучасного мистецтва «СТІЙ! ХТО ЙДЕ?», Москва, Росія.